# بری شارپ
بری شارپ (به انگلیسی: Bree Sharp) (زاده ۱۷ دسامبر ۱۹۷۵) خواننده، ترانه‌سرا و بازیگر آمریکایی است.